# Associação de Voleibol de Tonga
A Associação de Voleibol de Tonga  (em inglêsː Tonga Volleyball Association, TVA) é  uma organização fundada em 1987 que governa a pratica de voleibol em Tonga, sendo membro da Federação Internacional de Voleibol e da Confederação Asiática de Voleibol, a entidade é responsável por  organizar  os campeonatos nacionais de  voleibol masculino e feminino no país.